# Топонимия Сербии

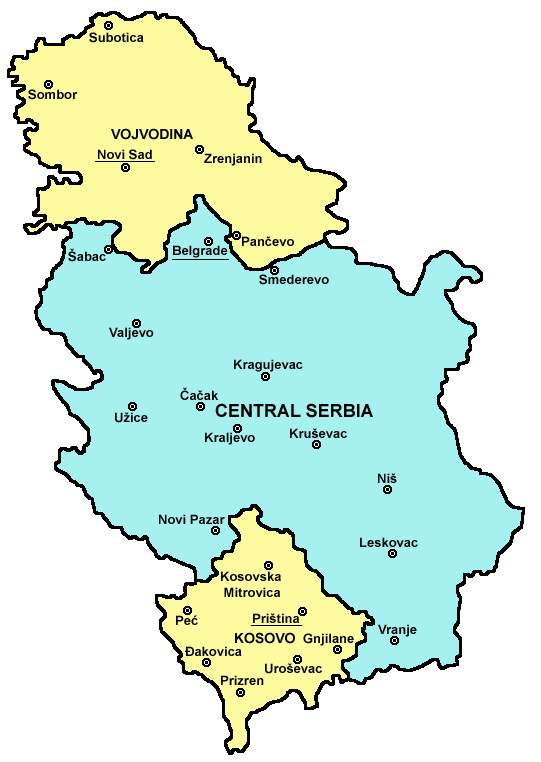
Административное деление Сербии. Жёлтый (сверху) — Воеводина, бирюзовый — Центральная Сербия, жёлтый (снизу) — Косово и Метохия

Топонимия Сербии — совокупность географических названий, включающая наименования природных и культурных объектов на территории Сербии. Структура и состав топонимии страны обусловлены её географическим положением, этническим составом населения и богатой историей.

## Название страны
Название страны «Ср̀бија» происходит от древнеславянского этнонима «сербы» (самоназвание — Srbi/Срби). Происхождение и этимология этнонима остаются предметом дискуссий. Теоретически корень -sъrbъ был связан с русским «пасерб», украинским «присербитися» («присоединяться»), индоарийским «-sarbh» («борьба, убийство»), латинским «sero» («составлять») и греческим «сиро» (ειρω, «повторять»). Тем не менее, польский лингвист Станислав Роспонд (1906—1982) выводил слово «Srb» из «srbati» (ср. «Sorbo, absorbbo»). Сорбский учёный Х. Шустер-Шевц предположил связь протославянского глагола «-sьrb» с такими «родственниками», как «сёрбать» (русский), «сьорбати» (украинский), «сёрбаць» (белорусский), «србати» (словацкий), «сърбам» (болгарский) и «серебати» (древнерусский).
С 1945 по 1963 годы официальным названием страны было «Народная Республика Сербия», с 1963 по 1990 годы — «Социалистическая Республика Сербия». С 1990 года официальное название страны — «Республика Сербия», с 1992 по 2006 год официальными названиями страны были «Союзная Республика Югославия» и «Государственный союз Сербии и Черногории». После распада союза Сербии и Черногории в 2006 году официальное название страны — «Республика Сербия» (серб. Репу̀блика Ср̀бија / Republika Srbija [repǔblika sř̩bija]).

## Формирование и состав топонимии
По оценкам топонимистов, Балканский полуостров, где расположена Сербия, ввиду сложнейшей этнической истории и языковой картины в топонимическом отношении представляет собой один из самых сложных для анализа районов Европы. Древнейшие субстратные топонимы (доиндоевропейские и древнейшие индоевропейские) не поддаются расшифровке. К середине I тысячелетия н. э. в западной части полуострова проживали иллирийцы, в восточной — фракийцы, южную часть занимали носители греческого языка. Эти народы оставили значительный след в гидронимии и оронимии Балкан. Древний иллирийский топонимический пласт распространен на территории бывшей Югославии, включая Сербию.
Этимология крупнейших рек Сербии:
- Дунай — упоминается Гесиодом (VII век до н. э.) как Истр (Istros); название фракийского происхождения от индоевропейской основы *is(t)r- «течь, стремиться», относилось к нижнему течению реки. Верхняя и средняя части течения упоминаются в древнеримских источниках как Danuvius (I век до н. э.). Это кельтское название по мере продвижения кельтов на восток вытесняло фракийское Истр. Форма Danuv указывает на связь этого гидронима с иранским danu — «река». Современные названия реки: нем. Donau, венг. Düna, болг. Дунае, серб. Дунае, словен. Dunaj, рум. Dunärea (Дунэря), русское, украинское «Дунай» — название упоминается в летописях с X века[6];
- Западная Морава и Южная Морава при слиянии образуют Велика-Мораву, о которой упоминали Страбон как Μάργος/Βάργος и Плиний как Margis. По мнению В. И. Георгиева, название реки — иллирийского или фракийского происхождения и восходит к пра-и.е. *morgo-: ср. др.-англ. merece, др.-сканд. merki «болото» из пра-и.е. *morg-, ср. Mroga — название реки в Польше; также, вероятно, название родственно латыш. merguót «моросить», греч. βρέχω «орошать» из пра-и.е. *mergh-[7];
- Ибар — этимология до конца не ясна, возможно от баскского ibar «долина», или от албанского i bardhë- «белый»;
- Дрина — упоминается у древнеримских авторов как Drinus, название от индоевропейской основы *drun-s с предполагаемым значением «водное течение»[8];
- Сава — в древнегреческих источниках Saos, у древнеримских авторов Savus, от иллирийского Savos. Гидроним от индоевропейской основы *sey /*soy — «течь, сочиться; сок, влажность» (ср. санскрит sava — «вода»)[9];
- Тимок — этимология неизвестна, у древнеримских авторов Timacus, в древнегреческих источниках Timachos, Τίμαχος[10].

Этимология крупнейших городов Сербии:
- Белград (серб. Београд) — основан кельтами в IV—III веках до н. э., именовался в то время Сингидун (по одной из версии в переводе с кельтского языка синги дун — «круглый холм»). В 33 г. до н. э. покорён римлянами, которые превратили его в крепость, латинское её название было Сингидунум. В IX веке завоёван славянами и с 878 года упоминается славянский топоним Белград (серб. Бео́град, Beograd). Возможны различные интерпретации этимологии. Часто возникновение топонима связывают с белым цветом крепостных стен города римской эпохи[11];
- Нови-Сад (серб. Нови Сад) — создан в 1748 году с немецким названием Нойзац (нем. Neusatz), которое, по-видимому, получено путём вольной передачи славянской формы Нови-Сад. До 1918 года было также венгерское название Уйвидек (венг. Újvidék, от uj — «новый», vidék- «местность, округ»)[12];
- Приштина[13] (серб. Приштина) — по оценке В. А. Никонова, топоним отслеживается с XIV века, в старинных сербских песнях именуется «Белая Приштина»[14]. Название города может быть получено из праславянского диалектного слова pryščina, что означает «источник, родник»; это слово в форме pryština также присутствует в моравских говорах чешского языка; вероятно, топоним происходит от глагола pryskati, что означает «брызгать» или «прыскать» (prskati на современном сербском)[15];
- Ниш (серб. Ниш / Niš) — упоминается у Птолемея (II в. н. э.) как Наиссос. Предположительно, название по расположению города на реке Ниш (от фракийского «река, течение»), ныне Нишава[16];
- Крагуевац (серб. Крагујевацо файле) — название Крагуjевац от прозвищного личного имени Крагуй («кречет»), известного в Сербии с XIV века, со сложным суффиксом -евац, то есть «селение Крагуя»[17];
- Суботица (серб. Суботицао файле) — название от «суббота» — по этим дням в селении был базар. До 1918 года также употреблялись немецкие названия Мария-Терезияполь (нем. Maria Tereziopolis) в честь эрцгерцогини австрийской Марии-Терезии (она же императрица Священной Римской империи) и венгерское Сабадка (венг. Szabadka)[18];
- Лесковац (серб. Лесковац) — город известен с XII века, когда Стефан Первовенчанный получил этот регион в подарок от византийского императора. В то время город назывался Дубочица. Под названием Лесковац впервые упоминается в документе XIV века. Во время османского владычества турки называли город Хисар, что означает «замок» или «крепость»;
- Зренянин (серб. Зрењанин) — до 1935 года город назвался Большой Бечкерек (серб. Велики Бечкерек, венг. Nagybecskerek)[19], в 1935 году переименован в Петровград в честь короля Сербии Петра I Карагеоргиевича. В 1946 году Петровград переименован в Зренянин в честь сербского коммуниста, партизана и Народного Героя Югославии Жарко Зренянина;
- Панчево (серб. Панчево) — название, вероятно, произошло от старославянского термина и означало местонахождение болота[20];
- Чачак (серб. Чачак, Čačak) — этимология названия неясна. В трудах Вука Караджича и Джуро Даничича упоминаются слова čačak и соответствующее прилагательное čačkovit, что означает «комки замороженной или засохшей грязи» или «выступающие каменные глыбы». Даничич предположил, что это слово происходит от корня skak (skakati на сербском означает «прыжки»). Слово и его варианты полностью исчезли из сербского языка сегодня, но некоторые другие топонимы того же происхождения сохранились, например, в названии горы Чакор[серб.][21].

## Топонимическая политика
Топонимической политикой в стране занимается Комиссия по стандартизации географических названий, созданная в 2009 году.